# Lorraine Ali
Pour les articles homonymes, voir Ali.
Lorraine Ali est une journaliste américaine, membre du jury des George Foster Peabody Awards. Basée à Los Angeles, en Californie, elle est critique de télévision au Los Angeles Times, où elle était auparavant rédactrice principale et rédactrice musicale. Son travail est apparu dans des publications telles que Rolling Stone, le New York Times, GQ et Newsweek, où elle a été écrivain et critique musicale de 2000 à 2009.

## Biographie
Lorraine Ali naît à Los Angeles en Californie. Son père était un immigrant de Bagdad, en Irak et sa mère, une Californienne d'origine canadienne-française. Elle a commencé sa carrière dans les années 1990 en écrivant sur des artistes musicaux locaux de Los Angeles pour le LA Weekly avant de devenir écrivain régulier au Los Angeles Times sous la direction de Robert Hilburn. Le travail d'Ali a été inclus dans "Best Music Writing 2001" de Da Capo.
Lorraine Ali était un critique principal pour Rolling Stone et un chroniqueur musical pour Mademoiselle. Elle a écrit pour Esquire, SPIN, The Village Voice, Adweek, Entertainment Weekly, Harper's Bazaar et Option. Elle a écrit une chronique sur les voitures pour UHF dans les années 1990 avant que le magazine de style alternatif ne se plie. Ali apparaît souvent comme une voix experte à la télévision. Elle a été interviewée sur l'Oprah Winfrey Show, Charlie Rose, CNN, BBC et d'autres médias télévisés discutant des médias, du divertissement, de la culture, de ses proches en Irak et des problèmes américano-musulmans.
Depuis l'invasion américaine de l'Irak en 2003, Lorraine Ali a publié des dizaines d'histoires sur sa famille irakienne élargie, la crise des réfugiés qui a suivi et l'interdiction de voyager du président Trump en 2017. Elle a également écrit sur la représentation des musulmans dans les médias, le cinéma et la télévision américains,.
Lorraine Ali a reçu une bourse East West Center en 2016 et une bourse Hedgebrook en 2011. 
Ses prix d'écriture incluent le meilleur long métrage en ligne de l'Association des journalistes noirs de New York en 2007, un prix d'excellence en journalisme en 2002 de la National Arab Journalists Association. En 1996, elle a remporté le prix du meilleur long métrage national aux Music Journalism Awards.